# Kantoorgebouw 'Van Uden'
Kantoorgebouw 'Van Uden' is een rijksmonument in het scheepvaartkwartier in Rotterdam. Het pand was gebouwd voor de scheepvaartmaatschappij Van Uden naar ontwerp van de architecten J.H. de Roos en W.F. Overeijnder in rijk gedecoreerde Overgangsarchitectuur in opdracht van de toenmalige directeur C. van't Hoff. Het pand kwam tot stand in twee bouwfasen.
Het linker bouwdeel, met kantoor en bovenliggende directeurswoning, werd in 1910 opgeleverd. In 1915 werd het pand geheel in stijl door De Roos en Overeynder verdubbeld.
In 1948 werd de indeling van de kantoorruimten aan de achterzijde op de tweede en derde verdieping gewijzigd en werd de veranda hier vervangen door een rechthoekig zakelijk bouwvolume met een stalen vensterpui, waarin de bedrijfskantine werd ondergebracht, naar ontwerp van architecten Lockhorst en Overeijnder.
In 1966 werd een groot deel van het achterterrein bebouwd met een één bouwlaag tellende aanbouw voor diverse kantoor- en magazijnruimten.

## Architectuur
Statig kantoorpand op een vrijwel rechthoekige plattegrond boven een granieten sokkel, in zandsteen opgetrokken met natuurstenen sierbanden en gedecoreerde lateien. Het pand heeft vier bouwlagen, een kelder en een hoge kapverdieping onder een steil, met rode pannen bedekt zadeldak. Aan de achterzijde heeft het pand een uitbouw van één bouwlaag, waarvan alleen het rechterdeel bij het oorspronkelijke ontwerp hoort. De deuren en de kozijnen zijn van hout. Op de begane grond, geheel links en rechts, twee identieke ingangsportalen onder een rondboog, voorzien van een smeedijzeren traliehek. Tussen de ingangsportalen twee brede getoogde zesledige vensters. In de dagkanten van de vensters en de deuren gedecoreerde colonetten. In het rechter geveldeel, ter hoogte van de eerste, tweede en derde verdieping, vijf rechthoekige schuifvensters. In het linker geveldeel boven het venster van de begane grond drie smalle getoogde vensters en boven de ingang twee smalle vensters. Op de tweede verdieping een rijk gedecoreerde smeedijzeren erker rustend op smeedijzeren consoles in jugendstil-trant. Naast de erker links, op de tweede en derde verdieping, een breder venster met bovenlicht. Op de derde verdieping boven de erker een balkon met smeedijzeren balustrade, waarachter een getoogde balkondeur geflankeerd door smalle rechthoekige vensters. Het pand wordt bekroond door een bakgoot op houten klossen. In het dak vier tweeledige dakkapellen.
Op de nok van het dak staat in ijzeren kapitalen de firmanaam: "van UDEN B.V."

## Waardering
Het rijk vormgegeven kantoorpand in overgangsstijl met jugendstil-detaillering is van algemeen belang vanwege architectuur- en cultuurhistorische waarde, alsook van belang uit typologisch oogpunt als vroeg voorbeeld van kantoorbouw ten behoeve van de scheepvaart in het Scheepvaartkwartier en van belang binnen het oeuvre van de architecten J.H. de Roos en W.F. Overeynder.

## Afbeeldingen

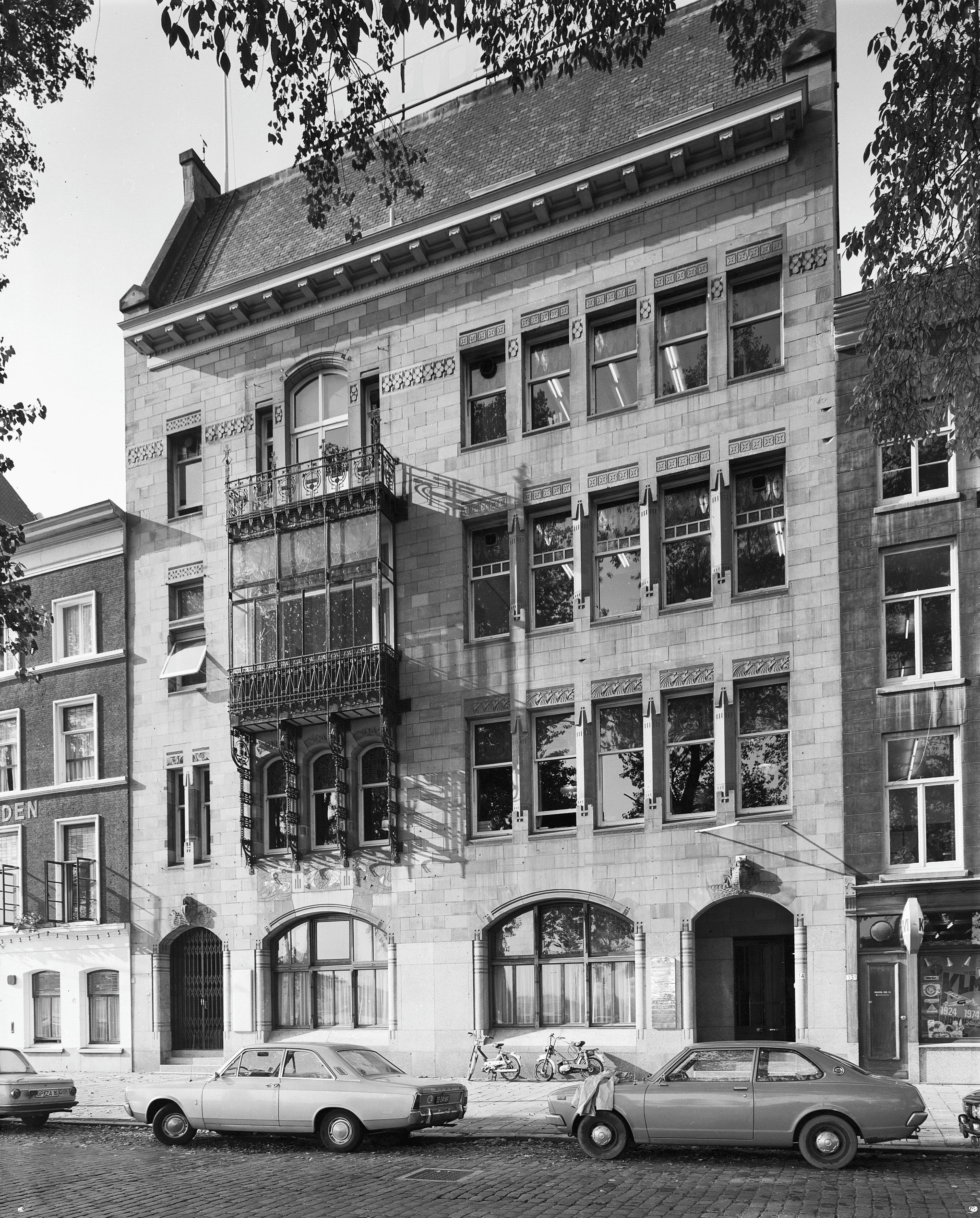
Voorgevels
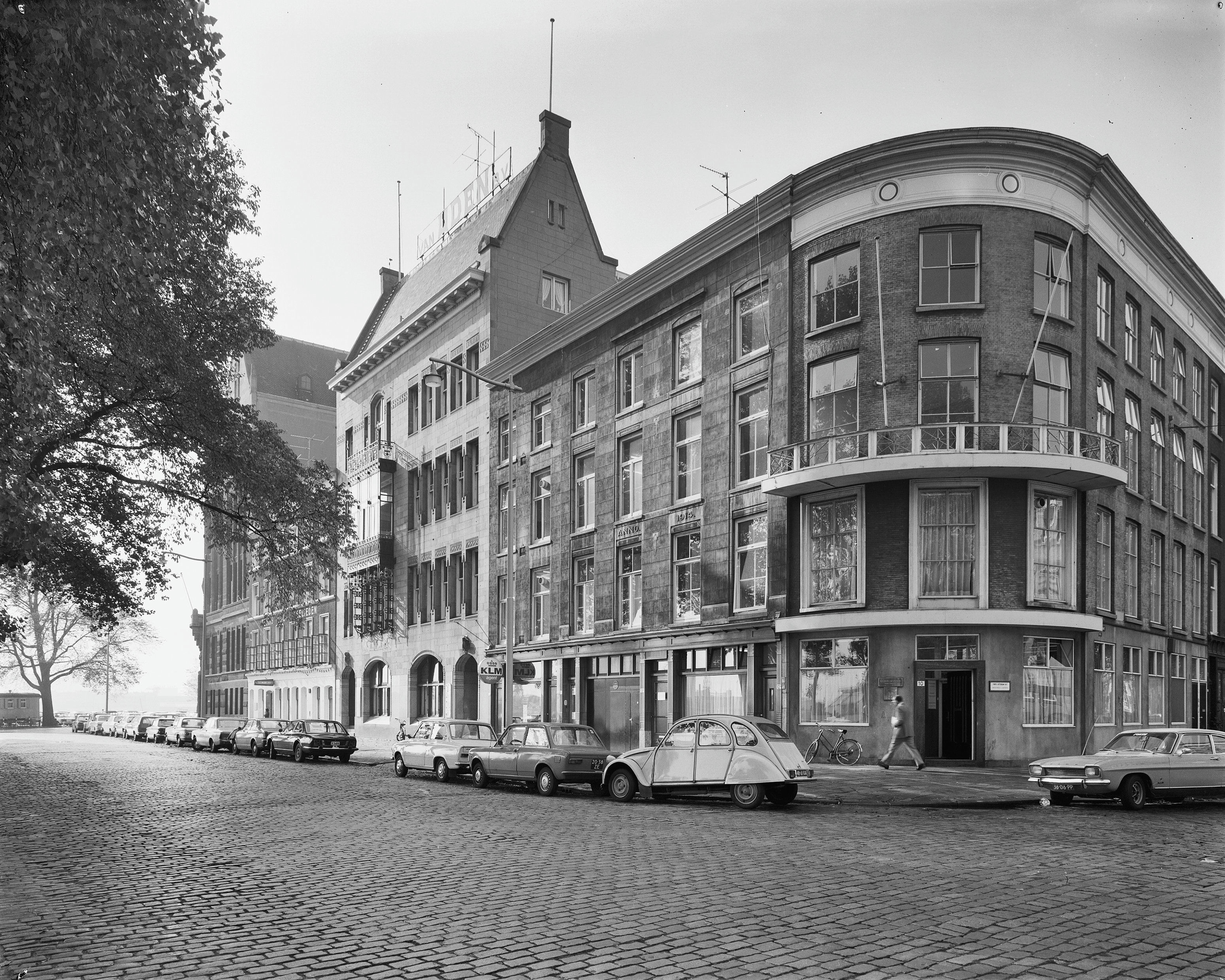
Overzicht